# Сага Ваннінен
Сага Ваннінен (фін. Saga Vanninen, нар. 4 травня 2003) — фінська легкоатлетка, яка спеціалізується на багатоборстві.

## Спортивні досягнення
Дворазова чемпіонка світу серед юніорів у семиборстві (2021, 2022).
Чемпіонка Європи серед юніорів у семиборстві (2021).
Чемпіонка Фінляндії з семиборства (2022).